# Померой, Рой
Рой Померой (англ. Roy Pomeroy, 20 апреля 1892 — 3 сентября 1947) — американский художник-постановщик спецэффектов и кинорежиссёр.
Померой начал свою карьеру в качестве технического инженера в фильме Сесила Б. Демилля «Десять заповедей» (1923). Затем он работал ответственным за анимацию в немом фильме «Питер Пэн» (1924), первой экранизации романа Джеймса Барри. 4 мая 1927 года Померой стал одним из 36 членов-учредителей Академии кинематографических искусств и наук. В 1929 году получил премию «Оскар» за лучшие визуальные эффекты для фильма «Крылья», где он осуществил комбинированные съёмки сцен воздушных боёв.

## Награды
- 1929 — Премия «Оскар» за инжиниринг-эффекты («Крылья»)